# Krystyna Dańko
Krystyna Dańko, née Chłond le 9 juillet 1917 et morte le 6 août 2019, est une orpheline polonaise originaire de la ville d'Otwock. En 1998, elle reçoit le titre de Juste parmi les nations par Yad Vashem pour avoir sauvé des Juifs pendant la Shoah en Pologne.

## Biographie
Née en juillet 1917, elle est la fille de Karol Chłond, qui travaille pendant de nombreuses années comme secrétaire pour le magistrat d'Otwock. Sa mère meurt alors qu'elle a 13 ans. Pendant les années 1930, Krystyna Dańko se lie d'amitié avec Helena Kokoszko, la plus âgée des filles d'une famille juive. Étant orpheline, elle est souvent accueillie par la famille. Elle racontera avoir été traitée comme « la troisième fille de la famille ».
Avant la guerre, plus de la moitié des habitants d'Otwock sont juifs.
Lorsque la campagne de Pologne débute, les Kokoszko se retrouvent en difficulté. Parqués avec les autres juifs des environs dans le ghetto d'Otwock en novembre 1940, la famille se retrouve sans ressources. En 1942 est annoncée la liquidation du ghetto. Pour les aider, elle décide de cacher la mère Eugenia, le père Michal et la plus âgée des deux sœurs dans un village pas très loin d'Otwock et d'envoyer la plus jeune Maria, âgée de 11 ans, dans un orphelinat catholique à Varsovie sous une fausse identité. Elle leur apporte également un soutien financier et leur fournit nourriture et vêtements. Pendant les dernières semaines de la guerre, le père Michal change son nom de famille en Kosowski et travaille comme pédiatre à Józefów. Toute la famille survit à la Shoah en Pologne.
Pendant la guerre, elle est arrêtée par la Gestapo pour être interrogée au sujet d'un de ses anciens camarades de classe avec qui elle est toujours en contact, Selim Zybert. Elle est finalement libérée grâce à l'appui de son père. Pendant plusieurs mois, la sœur de Dańko, Elżbieta, cache la fille de Zybert, Jasia Kotowicz dans sa maison — qui survivra à la guerre contrairement à son père.
Le 13 décembre 1998, elle reçoit le titre de Juste parmi les nations grâce au témoignage de Maria Koskoszko. Près d'une trentaine de personnes d'Otwock ont reçu le titre de Juste.
Krystyna Dańko, devenue sourde et aveugle, meurt dans son sommeil dans sa maison de Varsovie le 6 août 2019 à l'âge de 102 ans. Au moment de son décès, elle est la plus âgée des Justes polonais encore en vie. Elle est enterrée au cimetière de Powązki.

## Distinctions
- Juste parmi les nations[2]
- Dame commandeur de l'Ordre Polonia Restituta[10]